# النبيلة والشارد (2019)
النبيلة والشارد هو فيلم رومانسي موسيقي أمريكي لعام 2019 من إخراج تشارلي بين وكتبه أندرو بوجالسكي وكاري جرانلوند، وإنتاج أفلام والت ديزني. الفيلم عبارة عن تأليف مباشر لفيلم والت ديزني للرسوم المتحركة لعام 1955 والذي يحمل نفس الاسم.

## المصبوب
- توماس مان
- كيرسي كليمونس
- إيفيت نيكول براون
- أدريان مارتينيز
- ف. موراي أبراهام
- كين جونغ

### أصوات
- تيسا طومسون
- جستن ثيرو
- سام إليوت
- أشلي جنسن
- جانيل موناي
- بيندكت وونغ
- كلانسي براون
- جيمس بنتلي

## روابط خارجية
- النبيلة والشارد على موقع IMDb (الإنجليزية)
- النبيلة والشارد على موقع ميتاكريتيك (الإنجليزية)
- النبيلة والشارد على موقع روتن توميتوز (الإنجليزية)
- النبيلة والشارد على موقع قاعدة بيانات الأفلام العربية
- النبيلة والشارد على موقع ألو سيني (الفرنسية)
- النبيلة والشارد على موقع Turner Classic Movies (الإنجليزية)
- النبيلة والشارد على موقع أول موفي (الإنجليزية)
- النبيلة والشارد على موقع فيلمافينيتي (الإسبانية)
- النبيلة والشارد على موقع قاعدة بيانات الفيلم (الإنجليزية)
- النبيلة والشارد على موقع ليتربوكسد (الإنجليزية)

النبيلة والشارد  في قاعدة بيانات الأفلام على الإنترنت (بالإنجليزية)
الموقع الرسمي